# Eutichurus tendetza
Espèce
Eutichurus tendetza est une espèce d'araignées aranéomorphes de la famille des Cheiracanthiidae.

## Distribution
Cette espèce est endémique de la province de Zamora-Chinchipe en Équateur,. Elle se rencontre dans le canton de Paquisha vers Paquisha dans la cordillère du Condor vers 2 315 m d'altitude sur le Cerro Machinaza.

## Description
La femelle holotype mesure 20,9 mm.

## Systématique et taxinomie
Cette espèce a été décrite par Peñaherrera-R., Guerrero-Campoverde, Guerrero-Molina et Cisneros-Heredia en 2024.

## Étymologie
Cette espèce est nommée en l'honneur de José Isidro Tendetza Antún. 

## Publication originale
(juillet 2024).
- Peñaherrera-R., Guerrero-Campoverde, Guerrero-Molina & Cisneros-Heredia, 2024 : « On the first Subandean species of Eutichurus Simon, 1897 (Araneae: Cheiracanthiidae) from the Cordillera del Cóndor, Ecuador. » Zootaxa, no 5477(2), p. 246-250.